# Norbanus (Toreut)
Norbanus war ein antiker römischer Toreut (Metallarbeiter), der Ende des 1. Jahrhunderts v. Chr. oder zu Beginn des 1. Jahrhunderts in Italien tätig war.
Norbanus ist heute nur noch aufgrund von drei Signaturstempeln auf Bronzekasserollen bekannt. Alle wurden in den zentralen Nordprovinzen Dalmatia Pannonia und Dacia gefunden. Die Signatur lautet lateinisch NORBANI. Bei den Stücken handelt es sich um:
1. Bronzekasserolle, gefunden im Flussbett der Ljubljanica in Vrhnika (dem antiken Nauportus), Slowenien; heute im Narodnega muzeja Slovenije in Ljubljana.[1]
2. Bronzekasserolle, gefunden in Surčin (das antike Andautonia), Serbien; heute im Arheološki muzej in Zagreb.[2]
3. Bronzekasserolle, gefunden in Obříství, Okres Mělník, Středočeský kraj, Tschechien; heute im Nationalmuseum Prag.[3]

## Einzelbelege
1. ↑  Inventarnummer R 1879; Richard Petrovszky: Studien zu römischen Bronzegefäßen mit Meisterstempeln. Leidorf, Buch am Erlbach 1993, S. 281, Nr. N.15.01.
2. ↑  Inventarnummer ?; Richard Petrovszky: Studien zu römischen Bronzegefäßen mit Meisterstempeln. Leidorf, Buch am Erlbach 1993, S. 281, Nr. N.15.02; CIL 13, 10036 bei Nummer 87.
3. ↑  Inventarnummer 63919; Richard Petrovszky: Studien zu römischen Bronzegefäßen mit Meisterstempeln. Leidorf, Buch am Erlbach 1993, S. 281–282, Nr. N.15.03; CIL 13, 10036,87.

| Personendaten    | Personendaten                              |
| ---------------- | ------------------------------------------ |
| NAME             | Norbanus                                   |
| KURZBESCHREIBUNG | antiker römischer Toreut                   |
| GEBURTSDATUM     | 1. Jahrhundert v. Chr. oder 1. Jahrhundert |
| STERBEDATUM      | 1. Jahrhundert oder 2. Jahrhundert         |